# Templo de Nuestra Señora del Carmen (Hermosillo)
La parroquia o templo de Nuestra Señora del Carmen, llamado también Capilla del Carmen es un edificio católico de la ciudad de Hermosillo, ubicada en el centro del estado de Sonora, México. Su construcción inició en 1836 y finalizó en 1842, mandado a construir con un estilo gótico por Don Pascual Íñigo. El templo es catalogado como Conjunto Arquitectónico por el Instituto Nacional de Antropología e Historia (INAH) para su preservación. Este templo es considerado como un símbolo arquitectónico e histórico de la ciudad, y es uno de los puntos más visitados.

## Historia
Fue a petición de Trinidad Húguez de Anza, esposa de Don Pascual Iñigo, solicitar en 1836 al obispo Juan Ignacio Quiroz y Mora construir en la hacienda en la que vivían una capilla en honor a la virgen del Carmen, de quién la pareja era devota. En 1837 se aceptó el permiso para iniciar la construcción, únicamente con la condición de que fuera abierta para todos los fieles que residían fuera de la hacienda. Se construye por completo en 1841. El 15 de febrero de 1842 se hace la primera celebración religiosa por el padre Juan Francisco Escalante, al siguiente día se introdujo al templo una imagen de la Virgen del Carmen en un cuadro al óleo.
En 1887 el edificio se donó a la orden franciscana por Trinidad Húguez nieta de la pareja, después de haberla recibido como herencia. Así la capilla pasó a propiedad de la iglesia.
En 1889 cuando estaba a cargo el padre Wenceslao Bautista se remodelaron las naves laterales y el frente principal. Los trabajos los supervisó el ingeniero Silvestre Cruz, con peones de origen yaqui que provenían de La Matanza. Finalizaron en 1917.

## Arquitectura
La arquitectura se basa en elementos ornamentales góticos y clásicos, arcos ojivales. Las paredes de las naves son de piedra y concreto, la techumbre es con bóveda de cañón.